# Farbfotografie

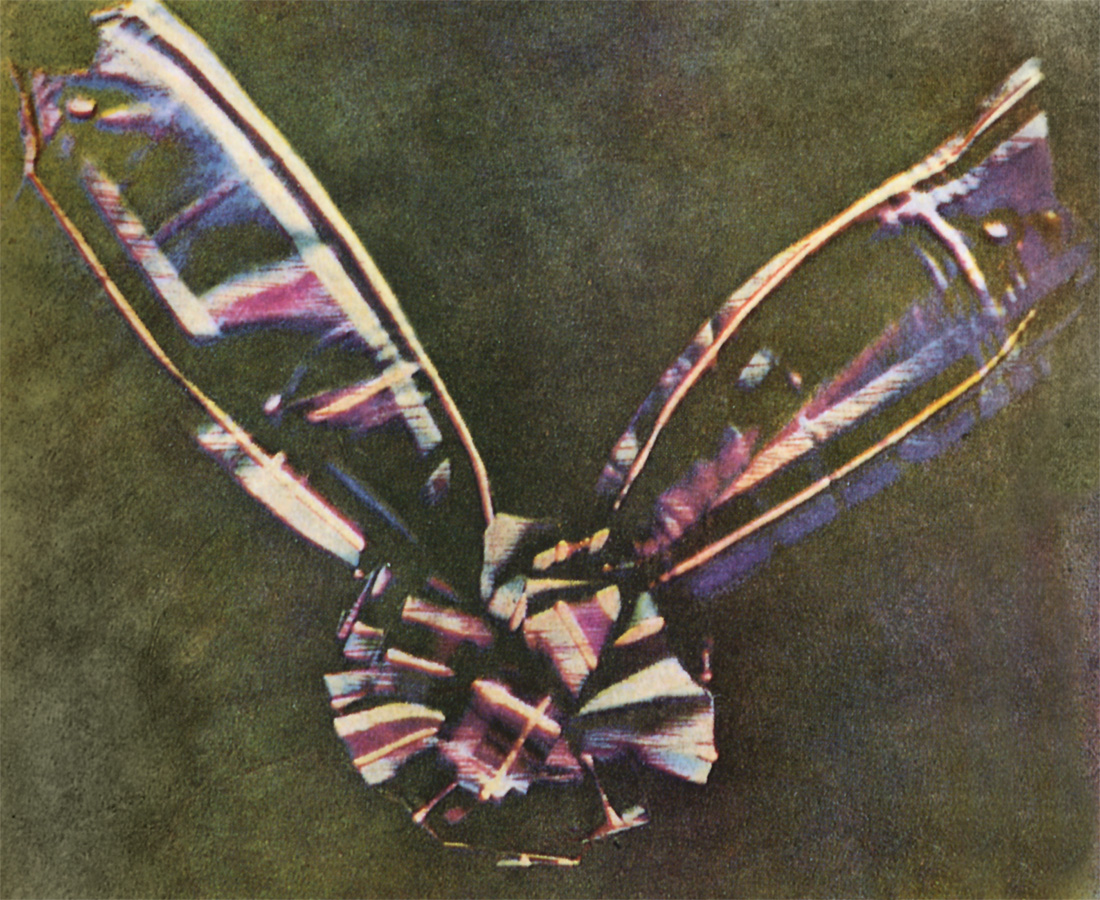
James Clerk Maxwell führte 1861 die erste Farbfotografie vor

Als Farbfotografie bezeichnet man verschiedene fototechnische Verfahren zur Produktion von mehrfarbigen, realistischen Abbildern der optischen Wirklichkeit. Die Beständigkeit und Reproduzierbarkeit dieser Ablichtungen und Aufnahmen muss über Jahrzehnte gewährleistet sein.
Die Farbfotografie wird etwa seit den 1930er Jahren kommerziell in der angewandten Fotografie genutzt (Werbe-, Industrie- und Modefotografie), etwa ab 1945 auch im Fotojournalismus. In der künstlerischen Fotografie ist die Farbfotografie etwa seit den 1970er Jahren etabliert. Als Wendepunkt gilt hier William Eggleston’s Guide im Museum of Modern Art (MoMA) im Jahr 1976. Von einigen Pionieren ist die Farbfotografie jedoch schon aus der Zeit um 1900 bekannt.

## Funktionsprinzip
Grundsätzlich gibt es zwei Möglichkeiten der metameren Nachbildung von Farben:
1. additive Farbmischung, also durch Addition von Spektralbereichen in Form farbigen Lichtes,
2. subtraktive Farbmischung, also durch Subtraktion von Spektralbereichen des weißen Lichtes mittels absorbierender Pigmente.

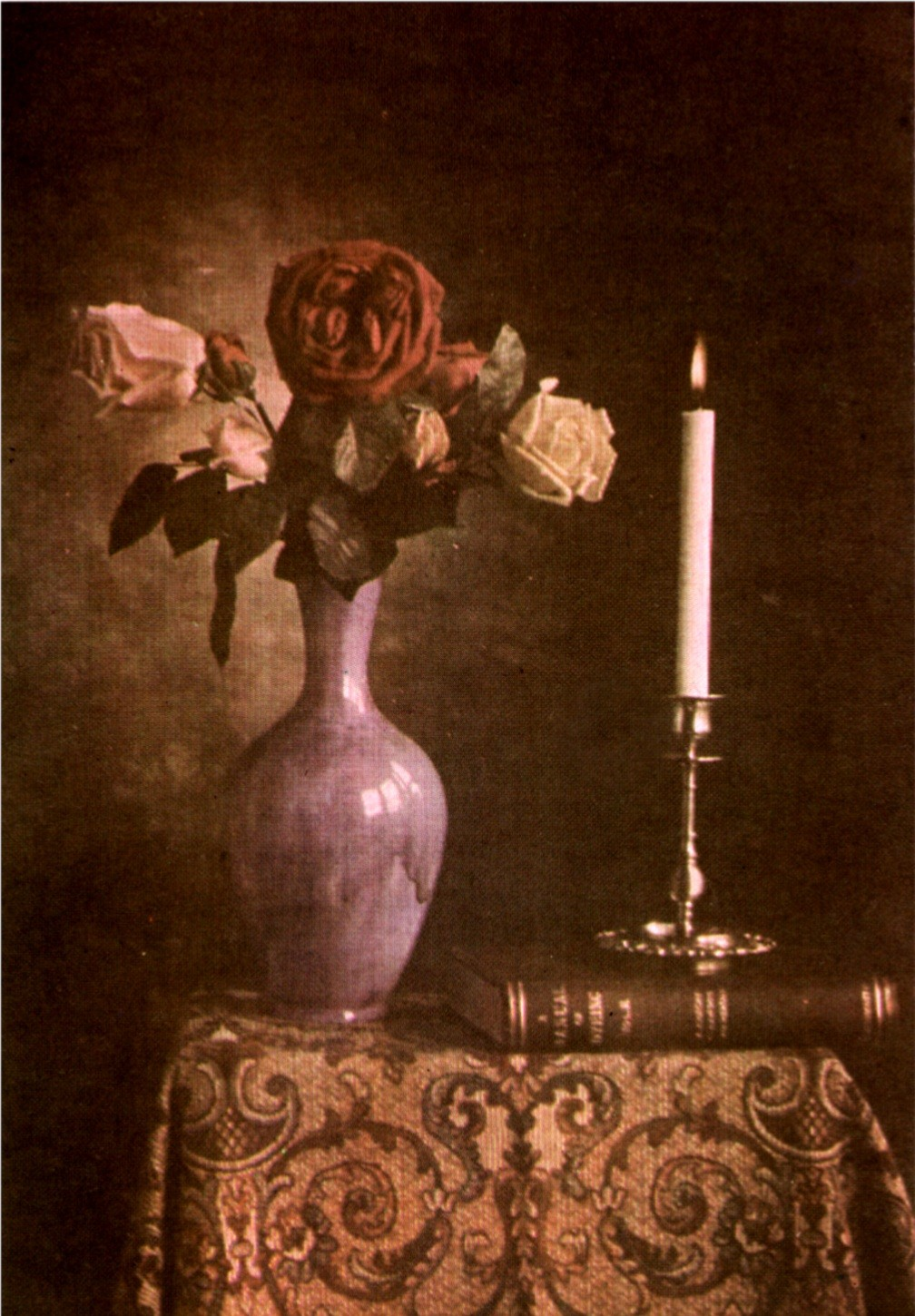
„Stillleben“. Eine Joly-Rasterplatte im Format 95 mm×142 mm (1898)

In der Fotografie dominieren die Subtraktionsverfahren; der jeweilige Farbstoff absorbiert aus dem weißen Licht einen bestimmten Spektralanteil:
- Cyan: enthält Blau und Grün, absorbiert Rot
- Magenta: enthält Blau und Rot, absorbiert Grün
- Gelb: enthält Grün und Rot, absorbiert Blau

Die Grundfarben bilden sich dabei nach dem Schema:
- Gelb + Cyan = Grün (− Blau und − Rot)
- Cyan + Magenta = Blau (− Rot und − Grün)
- Gelb + Magenta = Rot (− Blau und − Grün)

Da bei der subtraktiven Farbmischung Gegenfarben der primären Farben entstehen, spricht man bei den subtraktiven Farben auch von Minus-Farben:
- Cyan = Minus Rot
- Magenta = Minus Grün
- Gelb = Minus Blau

Im Gegensatz zur Schwarzweißfotografie, bei der das Silber Licht relativ gleichmäßig absorbiert, besitzen die einzelnen Farbstoffe spezifische Absorptionskurven. In der Farbsensiometrie ergibt sich daher insbesondere für die Verwendung von Densitometern ein hoher Grad an Komplexität; Farbtonverschiebungen und Kontrastverfälschungen müssen beim Anfertigen von Abzügen oder Duplikaten mit einem Farbmischkopf oder mit Einlege-Farbfiltern ausgeglichen werden. Speziell bei früheren Fotoemulsionen kam noch das Problem des Farbkippens hinzu.
Farbfilme sind heute in mehreren Schichten aufgebaut; seit den 1930er Jahren werden überwiegend Dreischichtenfilme verwendet.

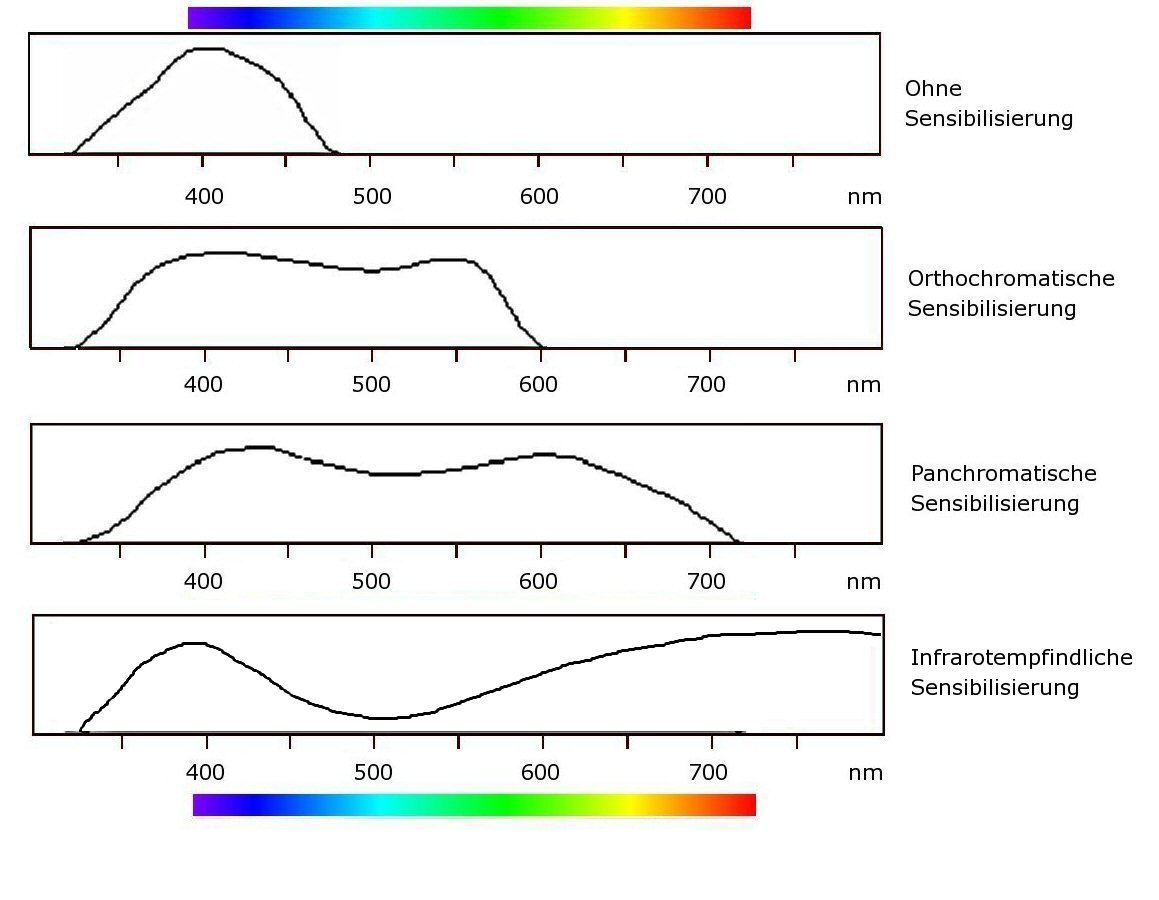
Farbempfindlichkeit fotografischer Materialien in Bezug auf die sichtbaren Bereiche des elektromagnetischen Wellenspektrums: Orthochromatische, panchromatische und infrarotempfindliche Sensibilisierung von fotografischen Filmen

Die Einzelschichten des Films können spektral unterschiedlich sensibilisiert werden; dabei wird unterschieden zwischen:
- Film ohne Sensibilisierung: ca. 350–450 nm (nur Violett, Blau)
- Orthochromatische Sensibilisierung: ca. 350–600 nm (zzgl. Grün, Gelb)
- Panchromatische Sensibilisierung: ca. 350–799 nm (zzgl. Orange, Rot)
- Infrarotempfindliche Sensibilisierung: > 700 nm

## Geschichte und Entwicklung

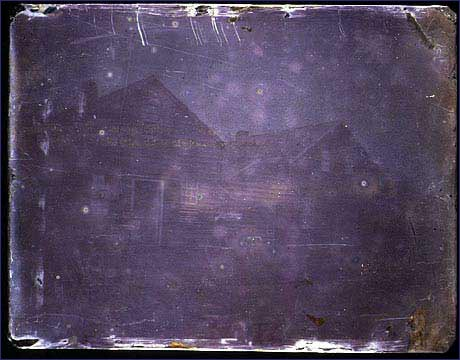
Hillotypie um 1850

### Frühe Experimente und Farbsensibilisierung

#### Levi Hill und die Hillotypie
Die Farbfotografie basiert auf Experimenten aus der Frühzeit der Fotografie. Der amerikanische Baptistenprediger und Daguerrotypist Levi Hill beanspruchte um 1850/1851 als erster die Erfindung der Farbfotografie für sich. Die zum Beweis präsentierten, Hillotypie genannten, modifizierten Daguerreotypien waren jedoch von einer unausgereiften Qualität und Hill weigerte sich, die Funktionsweise seines Verfahrens offenzulegen, so dass sein Anspruch bereits von seinen Zeitgenossen mit Skepsis betrachtet wurde. Die Association of Daguerreotypists ließ das von ihm 1856 veröffentlichte Treatise on Heliochromy, selbstbewusste Autobiografie und Rezeptbuch in einem, per Gerichtsbeschluss einstampfen, da sie sich darin verunglimpft sah. Joseph Boudreau konnte 1981 sein im Buch beschriebenes, hochkompliziertes Verfahren der Hillotypie erfolgreich rekonstruieren und ihn als Erfinder rehabilitieren.  Eine chemische Analyse einiger der 62 erhaltenen Hillotypien im National Museum of American History durch das Getty Conservation Institute 2007 ergab, dass Rot- und Blautöne allein durch Licht generiert waren, andere Farbtöne jedoch, vermutlich durch den entstandenen Erfolgsdruck, durch zugesetzte Pigmente händisch hinzugefügt worden waren.

#### Niépce de Saint-Victor und die Heliochromie
Zwischen 1851 und 1866 arbeitete Niépce de Saint-Victor an einem Verfahren auf Basis der Daguerreotypie, alle Farben auf einer einzigen lichtempfindlichen Schicht aufzuzeichnen, und zeigte seine sogenannten Heliochromien auf der Pariser Weltausstellung 1867. Die Farbtreue und Sättigung waren gut, doch stellte die fehlende Beständigkeit, das im Licht nur auf wenige Tage begrenzt war, ein fortwährendes Problem dar.

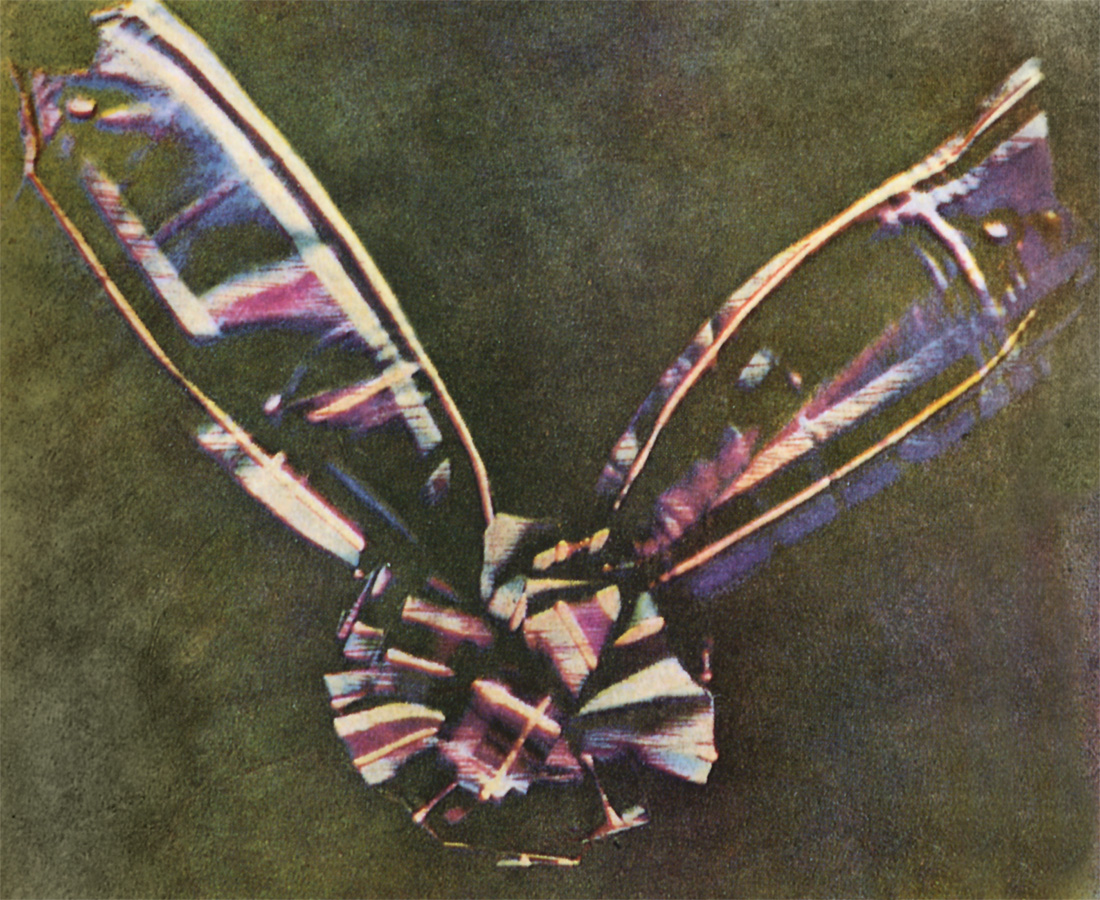
Diese Abbildung eines Tartan-Bands, die James Clerk Maxwell 1861 vorführte, gilt als die erste Farbfotografie

#### James Clerk Maxwell und das erste Diapositiv
Am 17. Mai 1861 zeigte der schottische Physiker James Clerk Maxwell in einem Vortrag zur Theorie der drei Grundfarben an der Royal Institution in London die erste Farbfotografie. Zu sehen war darauf ein Ordensband mit Schottenmuster. Die Vorführung der additiven Farbmischung basierte auf drei Farbauszügen auf nassen Kollodiumplatten, das heißt Schwarzweiß-Diapositiven, die durch mit Eisen- und Kupferlösungen eingefärbten Wasser gefüllte Glaskrüge als Filter (Rot, Grün und Blau) fotografiert worden waren und im Vortrag durch ebensolche Filter deckungsgleich mit einem Chromoskop projiziert wurden. Die Belichtung der Auszugspositive, die sein Assistent Thomas Sutton besorgt hatte, dauerte insgesamt 22 Minuten: 6 Sekunden für Blau (Ammoniak-Kupfersulfat), 12 Minuten für Grün (Kupferchlorid), 2 Minuten durch ein zusätzliches gelbes Glas und endlich 8 Minuten für Rot (Eisen-Sulfocyanid), was deutlich die fast ausschließliche Sensibilität der Fotoeemulsion für Blau aufzeigt. Dass überhaupt ein farbiges Bild entstand, verdankt sich auch dem Zufall, da das Rot des Tartanmusters auch ultraviolettes Licht reflektierte und der Grünfilter auch Blau durchließ, so dass diese Partien auch belichtet wurden.
Eine „vervollkommnete Nachfolge“ zeigte Frederick Eugene Ives 1888 am Franklin Institute in Philadelphia mittels seiner Triple Projections Lantern, die das Licht einer elektrischen Bogenlampe in drei Strahlenbündel teilte, die die nebeneinander platzierten Farbauszugsdias durch Rot-, Grün- und Blaufilter hindurch übereinander zu projizieren imstande war. Einen weiteren Dreifachprojektor mit drei Lichtquellen präsentierte Léon Vidal 1892 dem Conservatoire des Arts et Métiers in Paris und später, weiter verbessert, der Société Française de Photographie und dem Pariser Photoclub. Adolf Miethes Diavorführungen schließlich wurden berühmt durch ihre lichtstarken Apparate, die große Projektionen erlaubten.

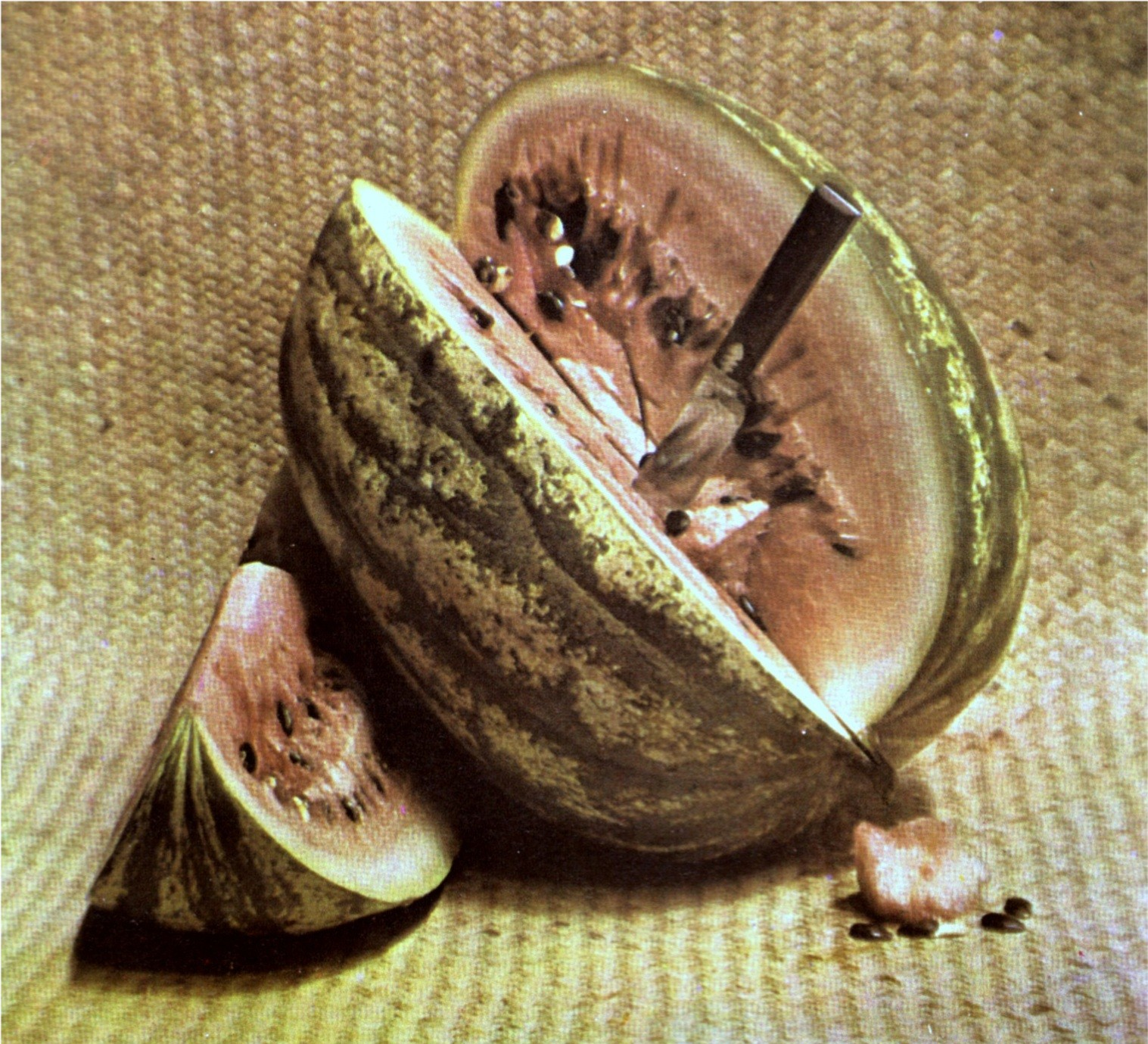
Diese Farbaufnahme wurde erstmals 1892 mit einem Ives Photochromiscope-Projektor gezeigt

#### Louis Ducos du Hauron
Farbfotografische Verfahren entwickelten in den 1860er Jahren voneinander unabhängig Louis Ducos du Hauron, Charles Cros und Henry Collen. Nur du Hauron ließ seine additiven wie subtraktiven Verfahren auch im November 1868 patentieren, die zur Grundlage für die weitere Entwicklung der Farbfotografie dienten. Du Haurons additives Verfahren bestand in der Belichtung einer einzigen Silberbromid-Kollodiumplatte durch ein mit roten, blauen und gelben Punkten versehenes Glas. Primärfarben sind jedoch nur für subtraktive Farbmischung mit Pigmenten geeignet und es dauerte über 20 Jahre, bis andere mit der richtigen Farbkombination das Farbrasterverfahren erfolgreich anwendeten und schließlich durch Autochrom große Verbreitung fand. Bei seinem subtraktiven Verfahren wurden Farbauszugsnegative durch Grüne-, Orangerot- und Blauviolettfilter belichtet, drei Positivkopien auf Gelatinebichromatfilm kopiert, der Kohlepigmente in den Komplementärfarben enthielt. Unbelichtete Partien wurden danach heiß aus der Gelatineschicht ausgewaschen und man erhielt drei monochrome Kohledrucke (rot, blau, gelb), die man passgenau übereinander kopieren konnte, entweder als Diapositiv auf Glas oder als Abzug auf Papier.

#### Hermann Wilhelm Vogel und die orthochromatische Sensibilisierung
Die orthochromatische Sensibilisierung (= isochromatische Sensibilisierung) des Negativmaterials gelang erstmals Hermann Wilhelm Vogel 1873; hierbei wurde das Aufnahmematerial neben Blau auch für die Grün- und Gelbanteile des Lichts sensibilisiert.
Zunächst hatte Vogel bei einer Prüfung von Kolludiumplatten A. H. P. Stuart-Wortleys (Wortley-Platten) festgestellt, dass das hier rückseitig eingesetzte gelbrote Korallin zur Vermeidung von Lichthöfen die Grünempfindlichkeit steigerte. Vogel experimentierte daraufhin mit, im Licht leicht verschiedenen, organischen Farbstoffen wie Fuchsin, Cyanine, Eosin etc. als optische Sensibilisatoren, d. h. als Stoffe, die das Silberbromid gelb-, resp. rotempfindlich machen. Dadurch gelang es ihm, die Silberhalogenide auch für langwelligeres grünes und rotes Licht zu sensibilisieren.
Zuerst versuchte Ducos de Hauron dieses Prinzip praktisch anzuwenden. Die nachteilige Wirkung der Sensibilisatoren auf die fotografischen Chemikalien stellte aber der Praxis Hindernisse in den Weg, die hauptsächlich durch Einführung der Gelatinetrockenplatten durch Richard Leach Maddox um 1871 beseitigt wurden.
Pierre Alphonse Attout-Tailfer brachte 1882/83 mit Eosin gefärbte isochromatische Gelatineplatten in den Handel; 1884 entdeckte Vogel dann die optisch sensibilisierende Kraft des Jacobsenschen Chinolinrots und präparierte mit diesem unter Zusatz von Chinolinblau die farbenempfindlichen Azalinplatten.
Alle diese isochromen Platten bedurften aber zur Abschwächung des zu stark wirkenden blauen Lichts noch der Einschaltung einer Gelbscheibe bei der Aufnahme. Diese Mängel überwand Hermann Wilhelm Vogel durch Einführung des Eosinsilbers als optischen Sensibilisator. Durch seine und Johann Baptist Obernetters Bemühungen entstanden die Eosinsilberplatten, die sich von den herkömmlichen farbenempfindlichen Trockenplatten durch bedeutend größere Empfindlichkeit auszeichnen und in der Otto Perutz Trockenplattenfabrik zur Produktreife geführt wurden. Nur für Aufnahmen von Gemälden bedurften dieselben noch zuweilen (bei leuchtend blauen Tönen) einer Gelbscheibe, bei Landschaften, Porträts etc. nicht.

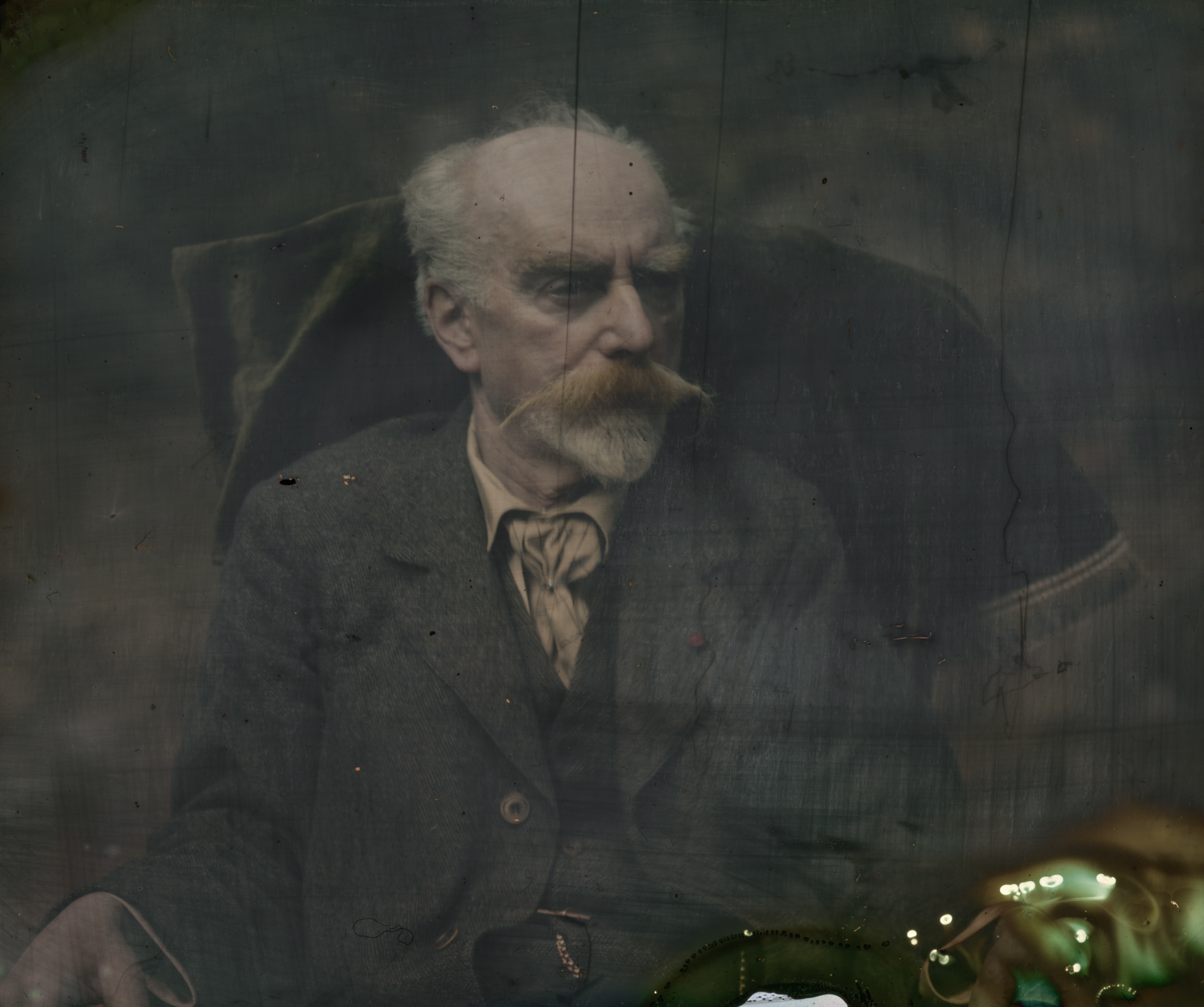
(Vermutliches) Selbstporträt Gabriel Lippmanns, Interferenzfotografie

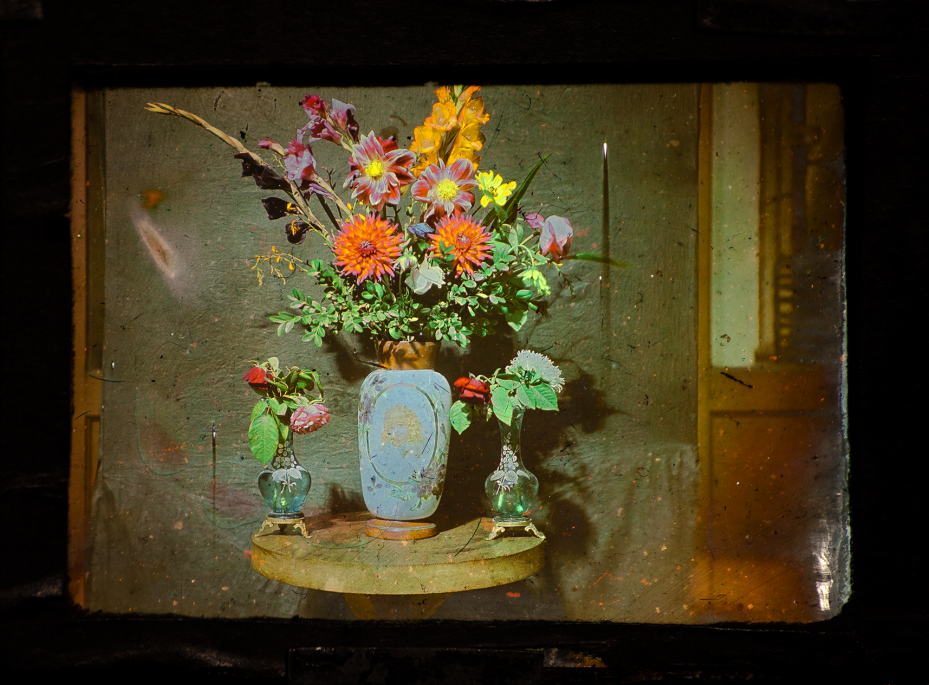
Auguste Ponsot, Interferenzfotografie, um 1905

#### Gabriel Lippmann und die Interferenzfotografie
Eine andere auf Interferenz beruhende Methode entwickelte Gabriel Lippmann, die er 1891 unter der Bezeichnung Methode der Photographie in Farbe mittels Interferenzmethode veröffentlichte. Für diese Entdeckung erhielt Lippmann 1908 den Nobelpreis.

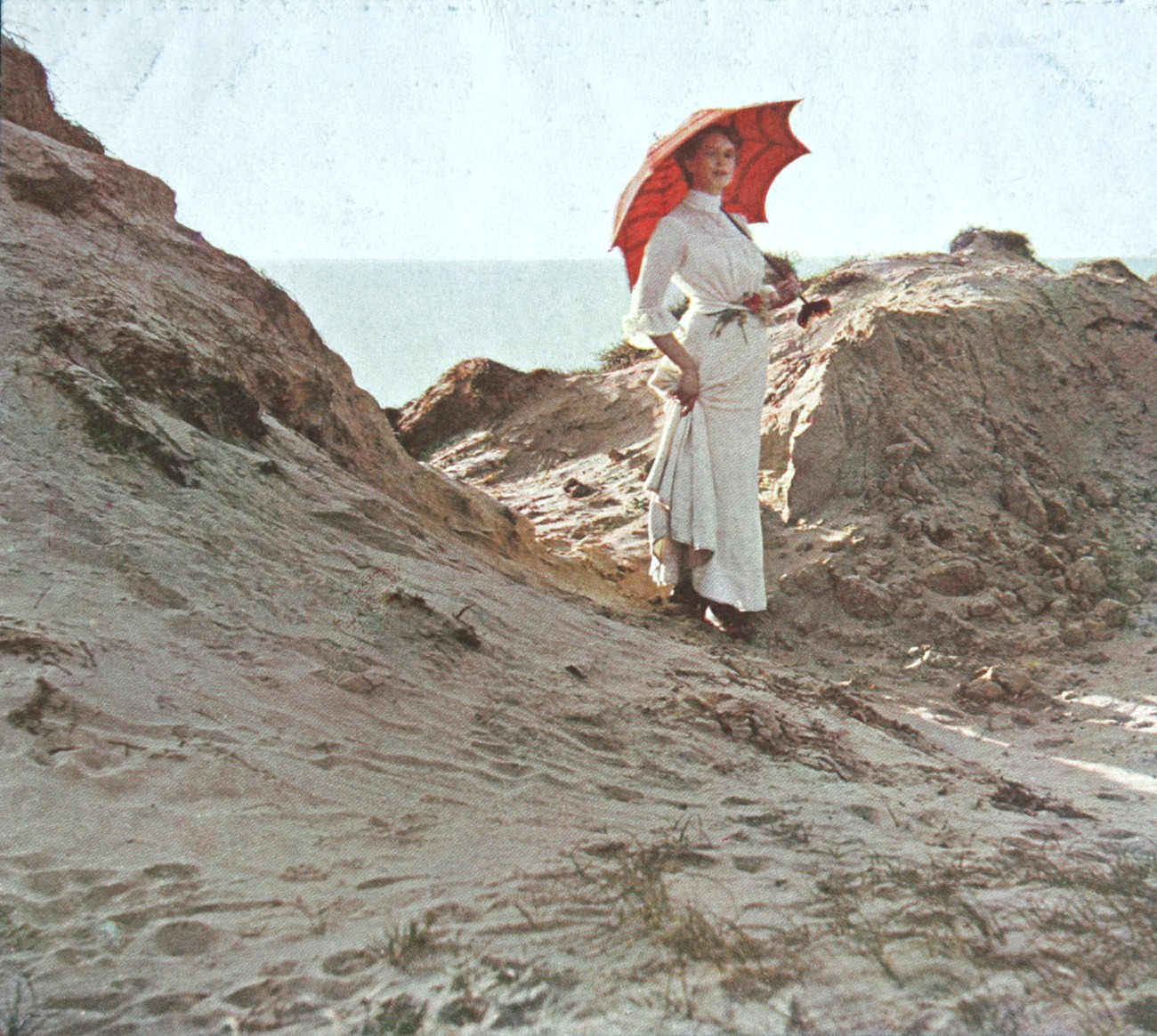
Adolf Miethe, Dreifarbenaufnahme nach der Natur, 1903

#### Adolf Miethe und die panchromatische Sensibilisierung
Vogels orthochromatische Sensibilisierung wurde 1902 von Adolf Miethe, dem damaligen Direktor des Photochemischen Instituts der Königlich Technischen Hochschule in Berlin-Charlottenburg, und Adolf Traube weiter verbessert; mit der sogenannten panchromatischen Sensibilisierung wurde erstmals eine vollständige Tonwertrichtigkeit bei der Umsetzung von Farben in Graustufen erzielt. Die panchromatische Sensibilisierung bildet die Grundlage für jede Farbfotografie.
Seit 1903 ließ Miethe von ihm weiter entwickelte Dreifarbenprojektoren durch die Berliner Firmen W. Bermpohl, C. P. Goerz und Meißner herstellen, die durch ihre drei Lichtquellen sehr lichtstark waren und beeindruckend große Projektionen erlaubten, die berühmt wurden.

#### Die Brüder Lumière und das Autochromverfahren
Die Brüder Auguste und Louis Lumière stellten 1904 das Autochromverfahren vor, das mit (je ein Drittel) orangerot, grün und violett eingefärbten Kartoffelstärkekörnchen als rasterartigem Farbfilter und einer Silberbromid-Gelatine-Emulsion arbeitete. Beim durch Louis Ducos du Hauron bekannten Kornrasterverfahren, von dem es noch viele Varianten gab, wird durch das gleichmäßig hauchdünn mit Farbträgern bestrichene Glas hindurch belichtet.
Dieses Verfahren erbrachte mit seinen weichen Farben und lichtechten Pigmenten bei großformatig aufgenommenen Standbildern erstaunliche Resultate. Für Kinofilm war es ungeeignet, da das grobe Raster ein sehr störendes Rauschen erzeugt.

#### Kodachrome und Agfacolor
Die ersten Dreischichtenfilme wurden im April 1935 von der amerikanischen Kodak vorgestellt und 1936 von Agfa in Wolfen auf den Markt gebracht. Nach diesem technisch ähnlichen Verfahren funktionieren Farbfilme prinzipiell bis heute. Während beim Verfahren nach Kodak früher die eigentliche Färbung aufwändig während der Entwicklung erfolgt, beinhaltete das einfachere Agfa-Verfahren diese bereits im Film. Das nach dem Weltkrieg vereinheitlichte und bis heute übliche Verfahren beinhaltet als Optimierung Bestandteile beider Verfahren, vereinfacht formuliert die Methode nach Agfa, die Chemie nach Kodak.

### Frühe und sonstige Verfahren
Als Kompromisslösung zwischen schwarzweißer und vollfarbiger Fotografie gab es insbesondere beim Kinofilm auch dichromatische Verfahren, das heißt solche mit zwei Grundfarben.
Ein Vollfarben-Verfahren (nach Robert Berthon) für Amateurfilmer benutzte einen Schwarzweißfilm mit eingraviertem Linsenraster. Aufgenommen und abgespielt wurde der Film mit einem Objektiv, hinter dem ein dreiteiliges Farbfilter angebracht war (blau, grün, rot). Nachteilig dabei war vor allem die verringerte Auflösung.
Bei den Prismenverfahren werden drei Bilder gleichzeitig hinter einem farbteilenden Prisma belichtet. Das Verfahren mit schwerer und aufwändiger Kameratechnik wurde für amerikanische Zeitschriftentitelseiten benutzt, auch sind frühe bewegte Filmaufnahmen aus dem Europa vor dem Ersten Weltkrieg erhalten.Ref?
Beim einfachen Filterverfahren werden drei Platten nacheinander vom selben Motiv belichtet. Drei verschiedene Farbfilter ermöglichten nach entsprechender Entwicklung eine Übereinanderprojektion der Farbauszugspositive auf Glas bzw. die passgenaue Ausbelichtung der Auszugsnegative auf Papier. Die zeitaufwändige Methode kam nur für Stillleben und Landschaftsaufnahmen bei fest montierter Kamera in Frage.
Farbfotos standen zunächst praktisch nur als Diapositive zur Verfügung. Das wichtigste Verfahren zur Herstellung von farbigen Papierbildern, Duxochrom, wurde von Johannes Herzog 1929 auf den deutschen Markt gebracht.

### Exkursionen mit Farbfotografie

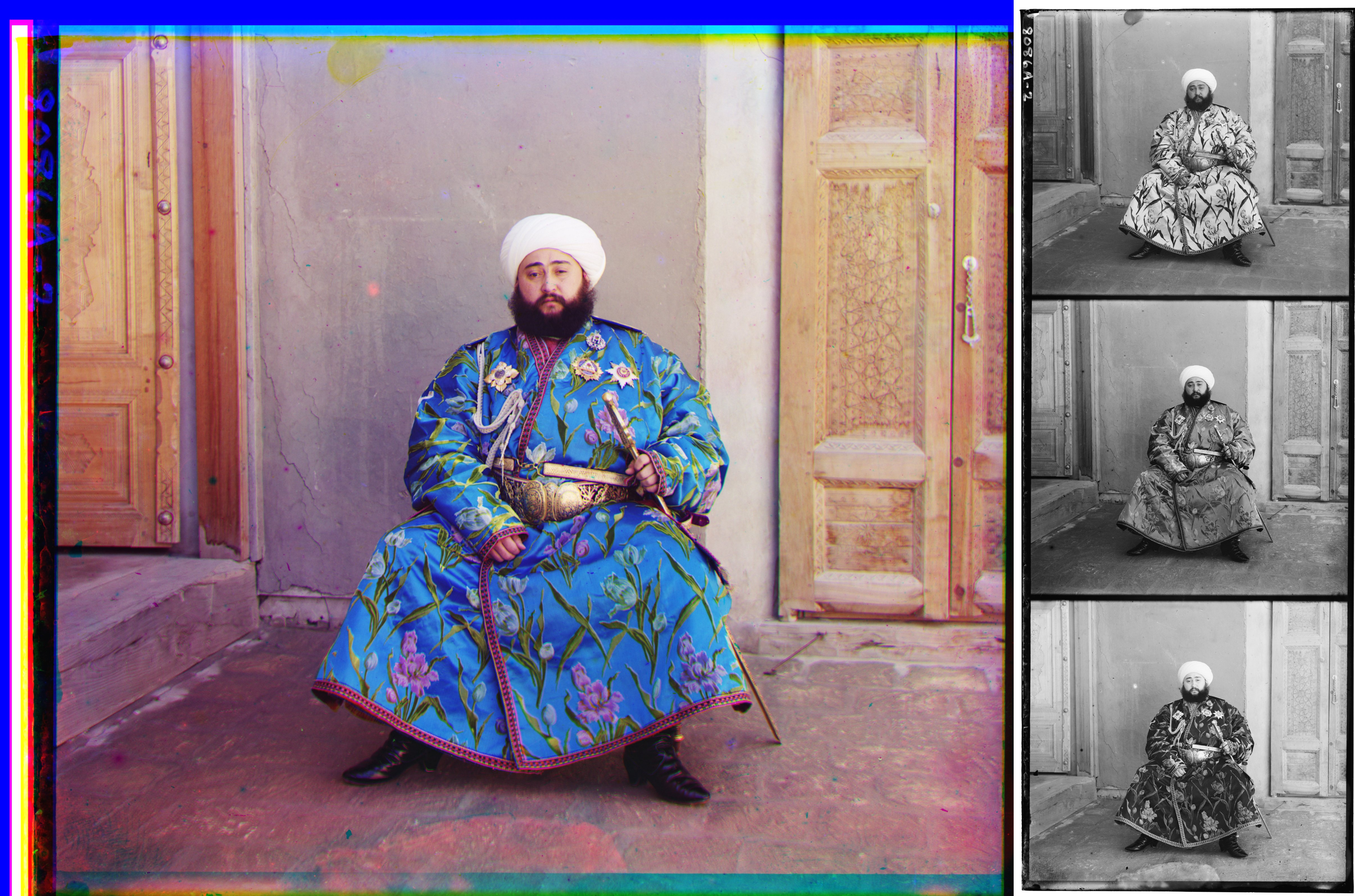
Für diese 1911 durch Prokudin-Gorski aufgenommene Farbfotografie von Alim Khan wurden drei Schwarzweißfotos jeweils durch einen roten, grünen und blauen Filter gemacht (rechts). Für die Farbdarstellung (links) wurden die drei Einzelbilder durch Filter der gleichen Farbe projiziert. (Digitale Rekonstruktion)

#### Prokudin-Gorski in Russland
Sergei Michailowitsch Prokudin-Gorski unternahm mit Unterstützung des Zaren ab 1905 ein aufwendiges Projekt, das ihn von 1909 bis 1915 durch das gesamte Russische Reich führte, um dieses in rund 10 000 Farbaufnahmen festzuhalten. Sein Verfahren (nach Miethe) sah nicht nur drei hintereinander durch Farbfilter aufgenommene Schwarzweiß-Glasnegative vor, es benötigte auch zur Wiedergabe eine gleichzeitige passgenaue Projektion der drei Einzelbilder mittels einer Laterna magica. Prokudin-Gorski gab Vorträge mit Diaprojektionen, die einzigen Momente, in denen sie öffentlich existierten. Ein Druck seiner Bilder war seinerzeit nicht möglich. Erst in den 1980er Jahren gab es erstmals eine Ausstellung seiner Bilder in den USA, bis durch digitale Verfahren das Gesamtwerk erstmals erschlossen werden konnte.

#### Albert KahnsLes Archives de la Planète
Im Jahre 1909 begann der französische Bankier und Philanthrop Albert Kahn mit einer enzyklopädischen Bildkollektion, zunächst mit Stereoskopien, die 1912 Les Archives de la Planète („Die Archive des Planeten“) getauft wurde und von da an u. a. die Fotografen Stéphane Passet und Auguste Léon um die Welt schickte, um vor allem Farbfotos im Autochrom-Verfahren herzustellen. 20 % der heutigen Sammlung machen Bilder des Ersten Weltkrieges aus, wofür nach einem Übereinkommen mit dem französischen Militär Projektressourcen abgezweigt wurden. Beim Börsenkrach von 1929 verlor Kahn sein Vermögen und das Unternehmen wurde 1931 eingestellt. Insgesamt 72 000 Autochrome bilden neben weiteren Foto- und Filmdokumenten den Kernbestand der Archives de la Planète.

### Das Farbfoto im Druck
Adolf Miethe gab 1904 den vermutlich weltweit ersten Band mit gedruckten Farbfotografien heraus. Zwar wird diese Errungenschaft gelegentlich zwei früheren Büchern zugesprochen, nämlich den „natural color photos“ im 1899 vom Verleger F. Tennyson Neely herausgegebenen Album über den amerikanisch-spanischen Krieg und den „farbigen Naturaufnahmen“ in einem sogar schon 1895 erschienenen Berlin-Buch von Adolph Otto Troitzsch, aber bei beiden handelt es sich nicht um gedruckte Farbfotografien, sondern um Schwarz-Weiß-Fotos, die durch ein spezielles Druckverfahren nachträglich koloriert wurden. Dagegen wird in Miethes Album von 1904 für die Kölner Schokoladenfabrikation Stollwerck das technische Verfahren zur Erstellung der Farbfotos ausführlich beschrieben. Um den Effekt anschaulich machen, liegen dem Album drei farbige Folien bei. Die 216 Fotos dieses Albums wurden, wie aus den Lebenserinnerungen Adolf Miethes zu entnehmen ist, ab dem Sommer 1902 aufgenommen, und bereits im April 1902 war in der „Zeitschrift für Reproduktionstechnik“ eine erste Probeaufnahme erschienen.
In Deutschland erschienen frühe Farbfotografien des Kunstmalers Rudolf Hacke und des Fotochemikers Julius Hollos in der Verlagsanstalt für Farbenphotographie von Carl Weller, Berlin.

## Ästhetik
„Die Menschen empfinden im Allgemeinen eine große Freude an der Farbe. Das Auge bedarf ihrer, wie es des Lichtes bedarf.“

Die Geschichte der Ästhetik der Farbfotografie „ist bis heute nur bruchstückhaft erfasst“; die bisherigen Untersuchungen beschränken sich überwiegend auf die Auflistung von Verfahren oder Fotografen. Stattdessen müsste die Farbfotografie wie ein technisches Objekt behandelt werden, das innerhalb eines sozialen Kontextes verwendet wird. Die Kultur der fotografischen Farbe werde i. d. R. in Anlehnung an die Malerei oder in Bezug auf die fotografische Wahrheit untersucht. „Sie müsste [dagegen] wie ein Industrieprodukt nach Kriterien des Gebrauchs, der Aneignung, des Konsums, der Manipulierbarkeit und der Subjektivität untersucht werden“ (Michel Frizot, 1998).